# Humptrup
Humptrup település Németországban, Schleswig-Holstein tartományban. Lakosainak száma 754 fő (2023. december 31.).

## Népesség
A település népességének változása:
| Lakosok száma | 761  | 725  | 741  | 756  | 772  | 754  |
|               | 1975 | 2017 | 2019 | 2021 | 2022 | 2023 |